# 페레친

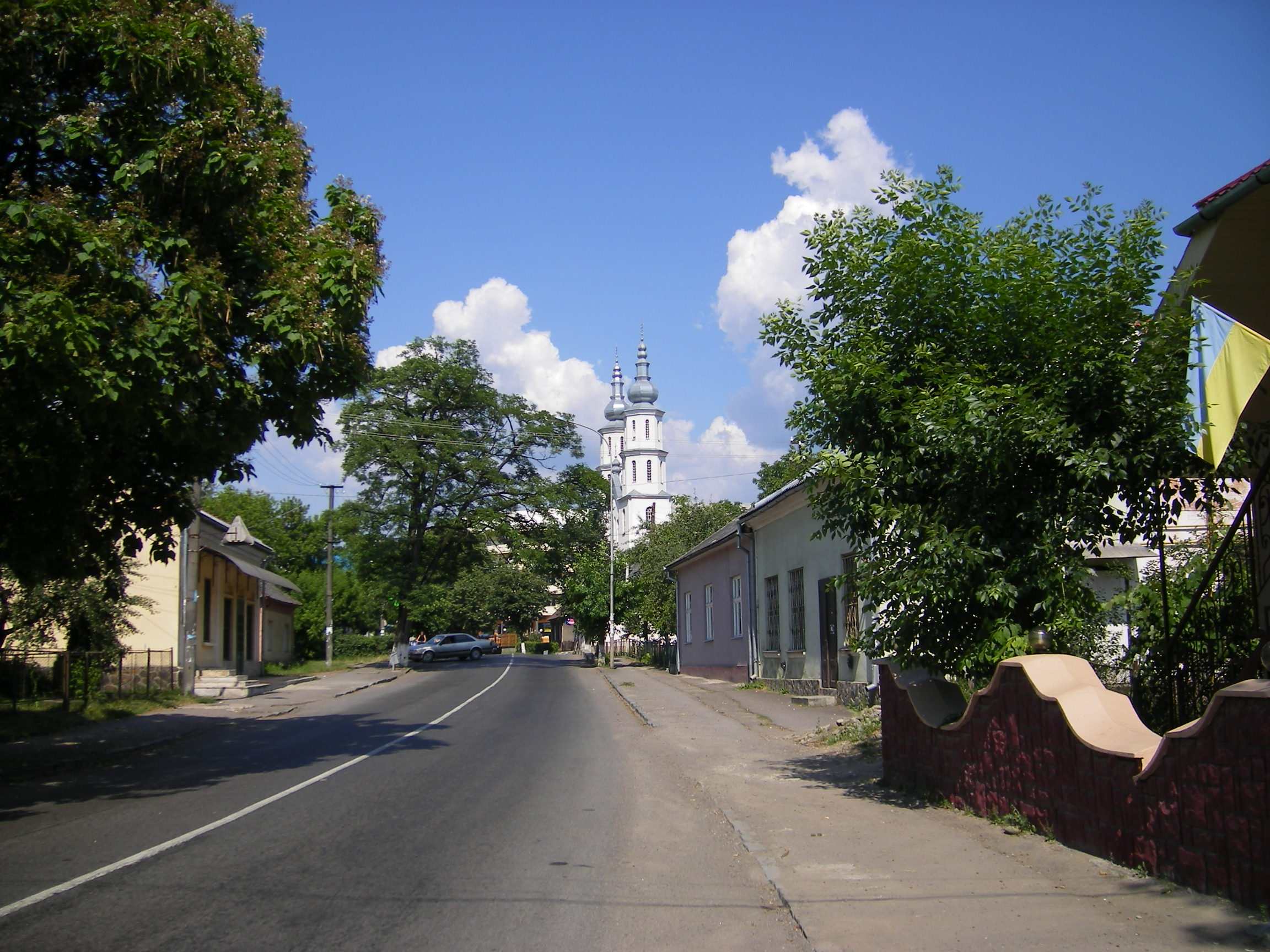
페레친

페레친(우크라이나어: Перечин, 헝가리어: Perecseny 페레체니[*], 슬로바키아어: Perečín 페레친)은 우크라이나 서부에 위치한 자카르파탸주의 도시로 인구는 6,737명(2016년 기준)이다.
우지호로드에서 북쪽으로 약 20km 정도 떨어진 곳에 위치하며 우지호로드와 삼비르를 연결하는 철도 노선이 지나간다. 헝가리의 지배를 받고 있던 1427년에 신설되었으며 2004년 3월 4일을 기해 시로 승격되었다.

시기
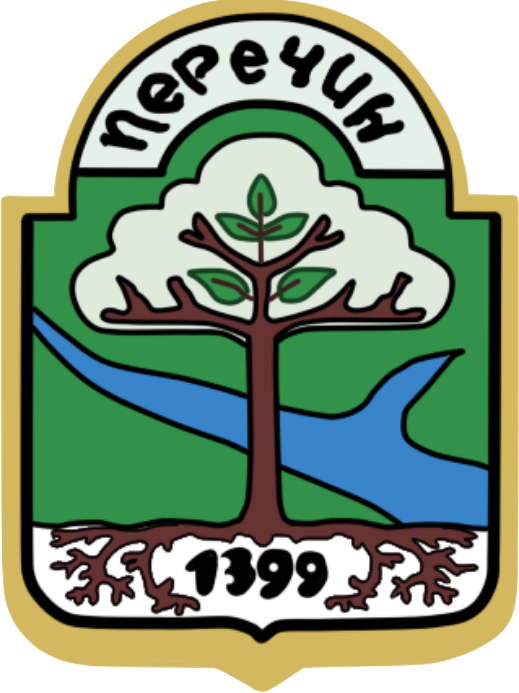
시 문장